# Mili Avital
Mili Avital (en hebreu : מילי אביטל, Jerusalem, 30 de març de 1972) és una actriu i model israeliana.

## Biografia
Avital va néixer a Jerusalem, no obstant això va ser criada a Tel-Aviv i Ra'anana. La seva família és jueva i seus pares Noni i Iko Avital, són dissenyadors gràfics. En la adolescència, va anar a una escola de teatre a Givatayim i el 1993 es va traslladar a Nova York.
El 1994, Avital va començar a estudiar teatre en el Circle in the Square Theatre de Nova York. L'any següent, quan treballava com a cambrera, un agent la va descobrir i la va contractar per a actuar en la pel·lícula Stargate.
Altres treballs importants de l'actriu inclouen les pel·lícules Dead Man amb Johnny Depp, Kissing a Fool, Polish Wedding, The Human Stain i When Do We Eat?. Avital també va treballar en la televisió, en la minisèrie Arabian Nights, en les pel·lícules Uprising i After the Storm. Entre 2009 i 2010, va treballar en la sèrie Damages i el 2012 va fer una participació especial en les sèries 666 Park Avenue i Law & Order: Special Victims Unit.
En el teatre, Avital va interpretar Cordelia en El Rei Lear el 2006. Com a directora, va treballar en el curt I Think Myself I am All the Equip Younger, que es va estrenar en el Festival de Tribeca el 2004.
Avital va actuar com a protagonista en la popular sèrie israeliana Yael's Friends. En 1992, va guanyar el Premi Ophir en la categoria "millor actriu secundària" pel seu primer personatge en una pel·lícula israeliana anomenada Me'ever Layam (Sota el Mar). Els seus recents treballs inclouen la comèdia Ahava Colombianit (Amor Colombià) i Noodle, en què va rebre el premi de la crítica israeliana i indicacions al Premi Ophir el 2006. Entre 2009 i 2012, Avital va actuar en la sèrie Hatufim en el Canal 2 d'Israel.

## Vida personal
Entre 1997 i 2001, Avital va sortir amb l'actor David Schwimmer. Actualment, viu a Nova York i està casada amb el guionista Charles Randolph, amb qui té dos fills.
Ha actuat a la sèrie de televisió Hatufim de 2009 a 2012 en el paper de Nurit Halevi-Zach.

## Filmografia
Les seves pel·lícules més destacades són:
- 1992: Em'ever Layam, de Jacob Goldwasser
- 1993: Groupie, de Nadav Levitan
- 1994: Stargate, de Roland Emmerich
- 1995: Dead Man, de Jim Jarmusch
- 1996: Intimitat assetjada (Invasió of Privacy), d'Anthony Hickox
- 1997: Minotaur, de Jonathan Tammuz
- 1997: El final de la violència (The End of Violence), de Wim Wenders
- 1998: Polish Wedding, de Theresa Connelly
- 1998: Animals with the Tollkeeper, de Michael Di Jiacomo
- 1998: Kissing a Foo, de Doug Ellin
- 1999: The Young Girl and the Monsoon, de James Ryan
- 2000: Arabian Nights, de Steve Barron (TV)
- 2000: Preston Tylk, de Jon Bokenkamp
- 2001: After the Storm, de Guy Ferland (TV)
- 2001: Uprising, de Jon Avnet (TV)
- 2003: La taca humana (The Human Stain), de Robert Benton
- 2004: Ahava Columbianit, de Shai Kannot
- 2005: When Do We Eat? de Salvador Litvak
- 2007: Noodle, d'Ayelet Menahemi